# Samuel y las cosas
Samuel y las cosas es una serie animada infantil venezolana producida por Albatros Producciones, protagonizada por un niño llamado Samuel, el cual aprende sobre diversas cosas en la escuela, junto con su maestra y sus compañeros de clase.

## Sinopsis
Samuel, junto con sus compañeros de clase y su maestra, explorarán el mundo del conocimiento llevados por la máquina llamada “El motor del saber”. De esta manera, echando mano de la imaginación y en medio de divertidas canciones, buscarán de dónde provienen las cosas y cómo es posible disfrutarlas a través de preguntas y cuestionamientos; conociendo temas como la ciencia, agricultura, tecnología, historia, entre otros.

## Reparto
| Personaje                     | Actor/Actriz de voz |
| ----------------------------- | ------------------- |
| Samuel                        | Melanie Henríquez   |
| Sara                          | Melanie Henríquez   |
| Compañeros de clase de Samuel | Melanie Henríquez   |
| Maestra                       | Otilia Rodríguez    |
| Abuelo                        | Manuel Bastos       |
| Joven                         | Juan Carlos Suárez  |

## Episodios
La serie constó de una temporada con 33 episodios, los cuales son:
- El Cacao
- La Arepa
- El Jojoto
- El Queso
- El Casabe
- La Hamaca
- El Arroz
- La Papa
- El Buñuelo, Pan de Yuca
- Tierra y Arepa
- La Sal
- La Computadora
- Cables Conductores
- Distribución de la Electricidad
- Germoplasma (Banco de Semillas)
- La Hidroeléctrica
- El Teléfono
- Las Vitaminas
- La Soya
- La Cría
- La Infraestructura Rural
- La Pesca
- La Pesca Artesanal
- El Mercado de Alimentos
- La Televisión
- La Estación de Radio
- El Cemento
- La Banca Social Agrícola
- La Energía
- El Hierro
- Papel para Cuadernos
- La Mecanización Agrícola
- Semillas certificadas
- Tren Eléctrico